# Chen Boda
Chen Boda (chino: 陈伯达; Wade-Giles: Ch'en Po-ta; Hui'an, 29 de julio de 1904 - Pekín, 20 de septiembre de 1989) fue un periodista, profesor y teórico político comunista. Fue un estrecho colaborador de Mao Zedong en Yan'an a finales de la década de 1930, redactando discursos y ensayos teóricos y dirigiendo la propaganda.
Después de 1949, desempeñó un papel destacado en la supervisión de los medios de comunicación y la ideología. Al inicio de la Revolución Cultural en 1966, Mao lo nombró presidente del Grupo de la Revolución Cultural, confiándole la tarea de guiar el nuevo movimiento de masas. Sin embargo, su línea ultrarradical y sus estrechos vínculos con Lin Biao lo llevaron a su caída en 1970.

## Participación en el gobierno
Después de la victoria comunista en la guerra civil china y del establecimiento de la República Popular China en 1949, Mao confió a Chen muchas tareas importantes, llegando a ser: 
- Subdirector del Departamento de Publicidad del Partido Comunista de China, que supervisa el Diario del Pueblo y la Agencia de Noticias Xinhua
- Director del Instituto de Investigaciones Políticas
- Redactor jefe del órgano teórico del PCCh Bandera Roja, cuando se estableció en 1958.
- Vicepresidente de la Academia de Ciencias de China, que supervisaba las Ciencias Sociales y Políticas (estos departamentos luego se ramificaron para formar la Academia de Ciencias Sociales de China).[1]

En 1951, Chen escribió un artículo con el título La teoría de Mao Zedong, afirmando que la Revolución China es la combinación del marxismo-leninismo con la Revolución China y un libro titulado Mao Zedong sobre la Revolución China. Estos trabajos lo convirtieron en uno de los postulados más importantes del pensamiento de Mao Zedong, y en la década de 1950 se convirtió en uno de los colaboradores más cercanos de Mao, compilando muchas de las citas que finalmente se publicaron en el Libro Rojo de Mao.
En 1950 Chen acompañó a Mao a Moscú para participar en las negociaciones con Iósif Stalin que llevaron a la firma del tratado de alianza de 30 años (febrero de 1950) entre China y la Unión Soviética.

## Últimos años
Después de la Revolución Cultural, fue juzgado por el gobierno posterior a Mao por colaborar con la Banda de los Cuatro. Fue condenado a dieciocho años de prisión, no llegando a cumplir la condena debido a su mala salud. Estuvo en libertad condicional hasta 1988. Murió el 20 de septiembre de 1989, a la edad de 85 años.